# Us (miletのアルバム)
『us』（アス）は、miletの通算3作目となるEP。2019年8月21日にSME Recordsから発売された。

## 概要
タイトル曲「us」は日本テレビ系水曜ドラマ『偽装不倫』の主題歌。
今までの曲調としては、いらないものを排除してシンプルに力強く引き算形式で作曲し、トラックを重ね派手さと迫力を出してた。しかし、「us」ではコーラスを二声か三声か重ね、ハーモニーのメロディラインを上に入れるか下に入れるかと、いろんなパターンを試した結果、足し算形式で作曲を行っている。
オリコンデイリーデジタルシングルランキングにて初登場1位を獲得したほか、オリコン週間ストリーミングチャート及びビルボード週間ストリーミングチャートの双方で3週連続TOP10入りを果たした。
「us」のミュージックビデオは、クールな雰囲気を漂わせながらも“心躍る恋の始まり”を“花とダンス”で表現した華やかな世界を演出。監督はMVのほか、短編映画や長編脚本なども手がけている針生悠伺が務めており、『偽装不倫』で高野恵梨香役の夏子がダンスシーンに出演している。
「Diving Board」のミュージックビデオは、ティザー広告としてYouTubeにて7月17日に公開された。
「Rewrite」のミュージックビデオは、2作目のEP『Wonderland EP』の宣伝として、2nd EP収録の「航海前夜」はTwitterにて、「Undone」はYouTube Channelにて、「Rewrite」はInstagramにて、各SNSで新曲MUSIC VIDEO 3作品同時公開として先行公開されていた。
「Fire Arrow」のミュージックビデオは、重たくダークな世界観が繰り広げられている。監督は東市篤憲が務めた。
また、全収録曲を網羅したクロスフェード映像が8月7日にmiletのYouTube Channelにて公開された。
初回生産限定盤と通常盤の2形態でリリースされ、初回生産限定盤には2作目のEP『Wonderland EP』の「Runway」のミュージックビデオと、2019年3月25日に東京ミッドタウン内のBillboard Live TOKYO開催された、デビュー作『inside you EP』のCD購入者計600名が招待された、メジャーデビュー後初のライブ「milet SPECIAL SHOW CASE Vol.1 @ Billboard-Live TOKYO」が収録されたDVDが付属。パフォーマンスされた『inside you EP』と『Wonderland EP』の全8曲の内、「Wonderland」、「Runway」以外の6曲を収録。
『偽装不倫』第8話の劇中で使用された「us -acoustic ver.-」が、8月28日にデジタルシングルとして配信された。

## 収録内容
| #         | タイトル         | 作詞                                        | 作曲                                        | 時間  |
| --------- | ---------------- | ------------------------------------------- | ------------------------------------------- | ----- |
| 1.        | 「us」           | milet, TomoLow, Yui Mugino                  | milet, TomoLow, Yui Mugino                  | 4:15  |
| 2.        | 「Diving Board」 | milet                                       | milet, TomoLow                              | 3:01  |
| 3.        | 「Rewrite」      | milet, Ryosuke "Dr.R" Sakai                 | milet, Ryosuke "Dr.R" Sakai                 | 4:06  |
| 4.        | 「Fire Arrow」   | milet, Ryosuke "Dr.R" Sakai, Kanata Okajima | milet, Ryosuke "Dr.R" Sakai, Kanata Okajima | 3:33  |
| 合計時間: | 合計時間:        | 合計時間:                                   | 合計時間:                                   | 14:55 |

| #  | タイトル                                                                    | 作詞 | 作曲・編曲 |
| -- | --------------------------------------------------------------------------- | ---- | ---------- |
| 1. | 「Runway」((MUSIC VIDEO))                                                   |      |            |
| 2. | 「Undone」((milet SPECIAL SHOW CASE Vol.1 @ Billboard-Live TOKYO))          |      |            |
| 3. | 「inside you」((milet SPECIAL SHOW CASE Vol.1 @ Billboard-Live TOKYO))      |      |            |
| 4. | 「Waterfall」((milet SPECIAL SHOW CASE Vol.1 @ Billboard-Live TOKYO))       |      |            |
| 5. | 「航海前夜」((milet SPECIAL SHOW CASE Vol.1 @ Billboard-Live TOKYO))        |      |            |
| 6. | 「Again and Again」((milet SPECIAL SHOW CASE Vol.1 @ Billboard-Live TOKYO)) |      |            |
| 7. | 「I Gotta Go」((milet SPECIAL SHOW CASE Vol.1 @ Billboard-Live TOKYO))      |      |            |